# Buparomma capellum
Kendengus javanus is een hooiwagen uit de familie Beloniscidae. De originele naamcombinatie (protoniem) was Bupares capellus Thorell, 1889. Een volgende naamrecombinatie werd gepubliceerd als Buparomma capellum (Thorell, 1889) in Roewer 1949. [Een alternatieve spelling in sommige online bronnen was "Buparomma capellus", maar blijkbaar niet overgenomen in taxonomische publicaties].
De soort is endemisch in Myanmar.